# Lista siturilor arheologice din județul Dâmbovița - G
Lista siturilor arheologice din județul Dâmbovița - G conține toate siturile arheologice din județul Dâmbovița înscrise în Repertoriul Arheologic Național (RAN) și aflate în localități al căror nume începe cu litera G. RAN este administrat de Ministerul Culturii și Patrimoniului Național și cuprinde date științifice, cartografice, topografice, imagini și planuri, precum și orice alte informații privitoare la zonele cu potențial arheologic, studiate sau nu, încă existente sau dispărute.
Puteți căuta un sit din localitățile care încep cu litera G folosind formularul de mai jos sau puteți naviga prin toate siturile din județ la Lista siturilor arheologice din județul Dâmbovița.
| Cod RAN                                  | Denumire | Localitate                                  | Adresă                  | Datare                               | Descoperit | Coordonate                                   | Imagine           | Erori            |
| ---------------------------------------- | --- | ------------------------------------------- | ----------------------- | ------------------------------------ | ---------- | -------------------------------------------- | ----------------- | ---------------- |
| 67434.01.01 (Cod LMI: DB-I-s-B-17046)    | Așezarea Gumelnița de la Geangoești - "Hula" / ansamblu anonim (Categorie: tell) (Tip: Așezare)                                                                   | sat Geangoești, comuna Dragomirești         | Hula                    | Gumelnița                            |            | 44°54′01″N 25°23′51″E / 44.90028°N 25.3975°E | Încărcați imagine | Raportați eroare |
| 67513.01.01 (Cod LMI: DB-I-s-B-17047)    | Necropola medievală de la Gheboaia - "Movila din Câmpul Budii" / ansamblu anonim (Categorie: descoperire funerară) (Tip: Necropolă)                               | sat Gheboaia, comuna Finta                  | Movila din Câmpul Budii | 1639                                 |            |                                              | Încărcați imagine | Raportați eroare |
| 68672.01.01 (Cod LMI: DB-I-s-B-17048)    | Epoca migrațiilor de la Ghimpați - "Balta Baranga" / ansamblu anonim (Categorie: locuire civilă) (Tip: Așezare)                                                   | localitate componentă Ghimpați, oraș Răcari | Balta Baranga           | Sântana de Mureș - Cerneahov sec. IV |            |                                              | Încărcați imagine | Raportați eroare |
| 67746.01.01 (Cod LMI: DB-I-m-A-17049.01) | Situl arheologic medieval de la Ghirdoveni - "Siliște" / ansamblu anonim (Categorie: locuire) (Tip: Așezare)                                                      | sat Ghirdoveni, comuna I. L. Caragiale      | Siliște                 | sec. XV - XVIII                      |            |                                              | Încărcați imagine | Raportați eroare |
| 67746.01.02 (Cod LMI: DB-I-m-A-17049.02) | Situl arheologic medieval de la Ghirdoveni - "Siliște" / ansamblu Biserică (ruine) (Categorie: locuire) (Tip: Biserică)                                           | sat Ghirdoveni, comuna I. L. Caragiale      | Siliște                 | sec. XV - XVIII                      |            |                                              | Încărcați imagine | Raportați eroare |
| 67746.01.03 (Cod LMI: DB-I-m-A-17049.03) | Situl arheologic medieval de la Ghirdoveni - "Siliște" / ansamblu anonim (Categorie: locuire) (Tip: Necropolă)                                                    | sat Ghirdoveni, comuna I. L. Caragiale      | Siliște                 | sec. XV - XVIII                      |            |                                              | Încărcați imagine | Raportați eroare |
| 67531.01.01 (Cod LMI: DB-I-s-B-17050)    | Așezarea medievală de la Glodeni - "Poiana lui Solomon" / ansamblu anonim (Categorie: locuire civilă) (Tip: Așezare)                                              | sat Glodeni, comuna Glodeni                 | Poiana lui Solomon      | sec. XIV - XIX                       |            |                                              | Încărcați imagine | Raportați eroare |
| 67602.01.01 (Cod LMI: DB-I-s-B-17053)    | Situl arheologic de la Gura Ocniței - "Podul Slănic" / ansamblu anonim (Categorie: locuire) (Tip: Necropolă)                                                      | sat Gura Ocniței, comuna Gura Ocniței       | Podul Slănic            | sec. XV - XVII                       |            |                                              | Încărcați imagine | Raportați eroare |
| 67602.01.02 (Cod LMI: DB-I-s-B-17053)    | Situl arheologic de la Gura Ocniței - "Podul Slănic" / ansamblu anonim (Categorie: locuire) (Tip: Așezare)                                                        | sat Gura Ocniței, comuna Gura Ocniței       | Podul Slănic            |                                      |            |                                              | Încărcați imagine | Raportați eroare |
| 65459.01.01 (Cod LMI: DB-I-s-A-17051)    | Necropola din epoca bronzului de la Gorgota - "Pădurea Câmpenilor" / ansamblu anonim (Categorie: descoperire funerară) (Tip: Necropolă tumulară)                  | sat Gorgota, comuna Răzvad                  | Pădurea Câmpenilor      |                                      |            |                                              | Încărcați imagine | Raportați eroare |
| 65459.01.01 (Cod LMI: DB-I-s-A-17051)    | Necropola din epoca bronzului de la Gorgota - "Pădurea Câmpenilor" / complex T. 1 (Categorie: descoperire funerară) (Tip: tumul)                                  | sat Gorgota, comuna Răzvad                  | Pădurea Câmpenilor      |                                      |            |                                              | Încărcați imagine | Raportați eroare |
| 66232.01.01 (Cod LMI: DB-I-m-B-17052.01) | Situl arheologic medieval de la Gura Bărbulețului - "Dealul Călugărului" / ansamblu anonim (Categorie: locuire) (Tip: Schit)                                      | sat Gura Bărbulețului, comuna Bărbulețu     | Dealul Călugărului      | sec. XVI                             |            |                                              | Încărcați imagine | Raportați eroare |
| 66232.01.02 (Cod LMI: DB-I-m-B-17052.02) | Situl arheologic medieval de la Gura Bărbulețului - "Dealul Călugărului" / ansamblu anonim (Categorie: locuire) (Tip: Necropolă)                                  | sat Gura Bărbulețului, comuna Bărbulețu     | Dealul Călugărului      | sec. XVI                             |            |                                              | Încărcați imagine | Raportați eroare |
| 65459.02.01                              | Așezarea și necropola din epoca bronzului de la Gorgota - "La Cazan" / ansamblu anonim (Categorie: locuire civilă) (Tip: Așezare)                                 | sat Gorgota, comuna Răzvad                  | La Cazan                |                                      |            |                                              | Încărcați imagine | Raportați eroare |
| 65459.02.01                              | Așezarea și necropola din epoca bronzului de la Gorgota - "La Cazan" / complex anonim (Categorie: locuire civilă) (Tip: atelier)                                  | sat Gorgota, comuna Răzvad                  | La Cazan                |                                      |            |                                              | Încărcați imagine | Raportați eroare |
| 65459.02.02                              | Așezarea și necropola din epoca bronzului de la Gorgota - "La Cazan" / ansamblu anonim (Categorie: locuire civilă) (Tip: Necropolă tumulară)                      | sat Gorgota, comuna Răzvad                  | La Cazan                | Glina                                |            |                                              | Încărcați imagine | Raportați eroare |
| 66884.01.01                              | Siliștea satului Vultureni / ansamblu anonim (Categorie: locuire civilă) (Tip: Siliște)                                                                           | sat Grozăvești, comuna Corbii Mari          |                         | sec. XVI                             |            |                                              | Încărcați imagine | Raportați eroare |
| 66884.02.01                              | Siliștea satului Coțăieni / ansamblu anonim (Categorie: locuire civilă) (Tip: Siliște)                                                                            | sat Grozăvești, comuna Corbii Mari          |                         | sec. XVII                            |            |                                              | Încărcați imagine | Raportați eroare |
| 65690.01.01 (Cod LMI: DB-II-m-A-17506)   | Biserica "Intrarea în Biserică-Cioflec" de la Găești / ansamblu Biserica "Intrarea în Biserică-Cioflec" (Categorie: structură de cult/religioasă) (Tip: Biserică) | oraș Găești                                 | str. Popa Șapcă 13      | 1776                                 |            |                                              | Încărcați imagine | Raportați eroare |
| 65690.02.01 (Cod LMI: DB-II-m-B-17494)   | Biserica "Sf. Ilie" de la Găești / ansamblu Biserica "Sf. Ilie" (Categorie: structură de cult/religioasă) (Tip: Biserică)                                         | oraș Găești                                 | str. 13 Decembrie       | 1780                                 |            |                                              | Încărcați imagine | Raportați eroare |
| 68672.02.01 (Cod LMI: DB-II-m-B-17517)   | Biserica "Sf. Nicolae" de la Ghimpați / ansamblu Biserica "Sf. Nicolae" (Categorie: structură de cult/religioasă) (Tip: Biserică)                                 | localitate componentă Ghimpați, oraș Răcari |                         | 1772; rep. 1879, 1898, 1935, 1939    |            |                                              | Încărcați imagine | Raportați eroare |
| 68823.01.01 (Cod LMI: DB-II-m-B-17518)   | Biserica "Adormirea Maicii Domnului" de la Ghinești / ansamblu Biserica "Adormirea Maicii Domnului" (Categorie: structură de cult/religioasă) (Tip: Biserică)     | sat Ghinești, comuna Sălcioara              |                         | 1761                                 |            |                                              | Încărcați imagine | Raportați eroare |
| 65459.03.01 (Cod LMI: DB-II-a-A-17520)   | Ansamblul mănăstirii Gorgota / ansamblu Mănăstirea Gorgota (Categorie: structură de cult/religioasă) (Tip: Mănăstire)                                             | sat Gorgota, comuna Răzvad                  |                         | sec. XVI - XVII                      |            |                                              | Încărcați imagine | Raportați eroare |
| 65459.03.01 (Cod LMI: DB-II-a-A-17520)   | Ansamblul mănăstirii Gorgota / ansamblu Mănăstirea Gorgota / complex anonim (Categorie: structură de cult/religioasă) (Tip: zid de incintă)                       | sat Gorgota, comuna Răzvad                  |                         | 1554-1557                            |            |                                              | Încărcați imagine | Raportați eroare |
| 65459.03.02 (Cod LMI: DB-II-a-A-17520)   | Ansamblul mănăstirii Gorgota / ansamblu Biserica "Schimbarea la Față" (Categorie: structură de cult/religioasă) (Tip: Biserică)                                   | sat Gorgota, comuna Răzvad                  |                         | 1554 - 1557                          |            |                                              | Încărcați imagine | Raportați eroare |
| 68663.01.01                              | Siliștea medievală de la Ghergani / ansamblu probabil vatra satului Titirligi (Categorie: locuire) (Tip: Siliște)                                                 | localitate componentă Ghergani, oraș Răcari |                         | sec. XVI                             |            |                                              | Încărcați imagine | Raportați eroare |
| 68672.03.01                              | Așezarea Tei de la Ghimpați- Vatra Satului / ansamblu anonim (Categorie: locuire) (Tip: Așezare)                                                                  | localitate componentă Ghimpați, oraș Răcari | Vatra satului           | Tei                                  |            |                                              | Încărcați imagine | Raportați eroare |
| 68823.02.01                              | Tell-ul neolitic de la Ghinești- Movila / ansamblu anonim (Categorie: tell) (Tip: Tell)                                                                           | sat Ghinești, comuna Sălcioara              | Movila                  |                                      |            |                                              | Încărcați imagine | Raportați eroare |
| 69544.01.01                              | Așezarea geto-dacică de la Gemenea Brătulești- Pod / ansamblu anonim (Categorie: locuire) (Tip: Așezare)                                                          | sat Gemenea Brătulești, comuna Voinești     | Pod                     | geto-dacică                          |            |                                              | Încărcați imagine | Raportați eroare |
| 69544.02.01                              | Tumulul preistoric de la Gemenea Brătulești- Stejăriș / ansamblu anonim (Categorie: descoperire funerară) (Tip: Tumul)                                            | sat Gemenea Brătulești, comuna Voinești     | Stejăriș                |                                      |            |                                              | Încărcați imagine | Raportați eroare |